# Sachsenfeld
Sachsenfeld ist ein Ortsteil der Stadt Schwarzenberg im sächsischen Erzgebirge. Um das Gebiet um das Hammerwerk Sachsenfeld von dem des Rittergutes zu unterscheiden, führte man im 17./18. Jahrhundert für das eine die Bezeichnung Unter-Sachsenfeld, für das andere Ober-Sachsenfeld ein. Diese Unterscheidung hat im Verlaufe des 20. Jahrhunderts an Bedeutung verloren.

## Geschichte

Rittergut Sachsenfeld um 1860

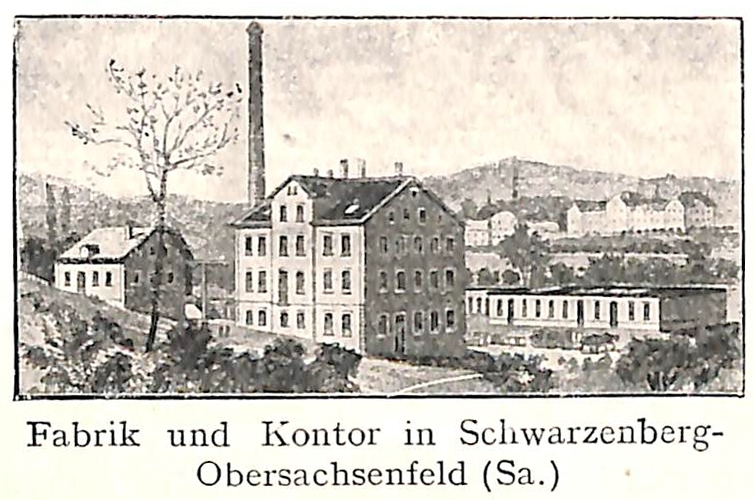
Metallwarenfabrik F.W. Kutzschner jun. (um 1900)

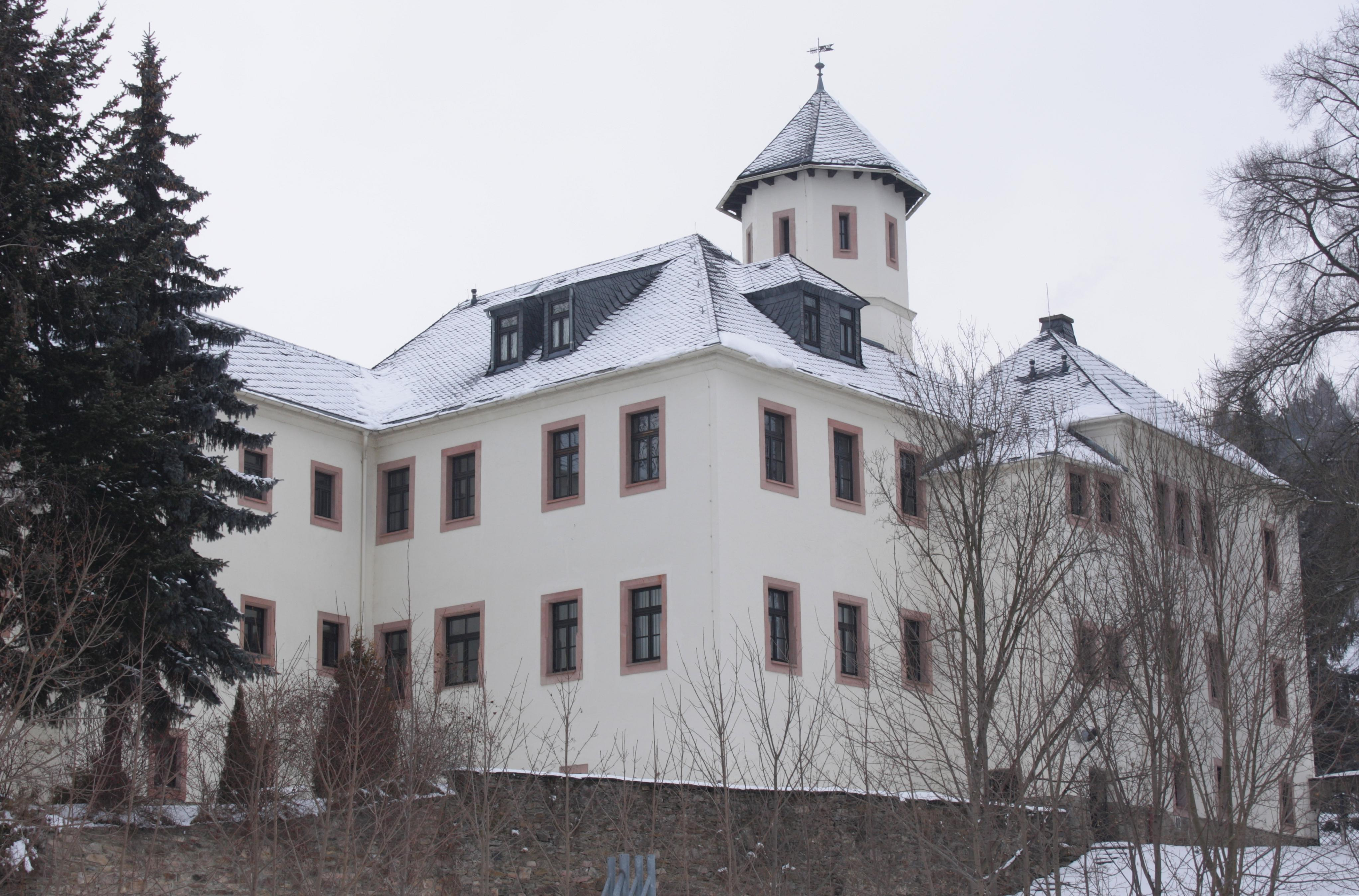
Rittergut Sachsenfeld 2009

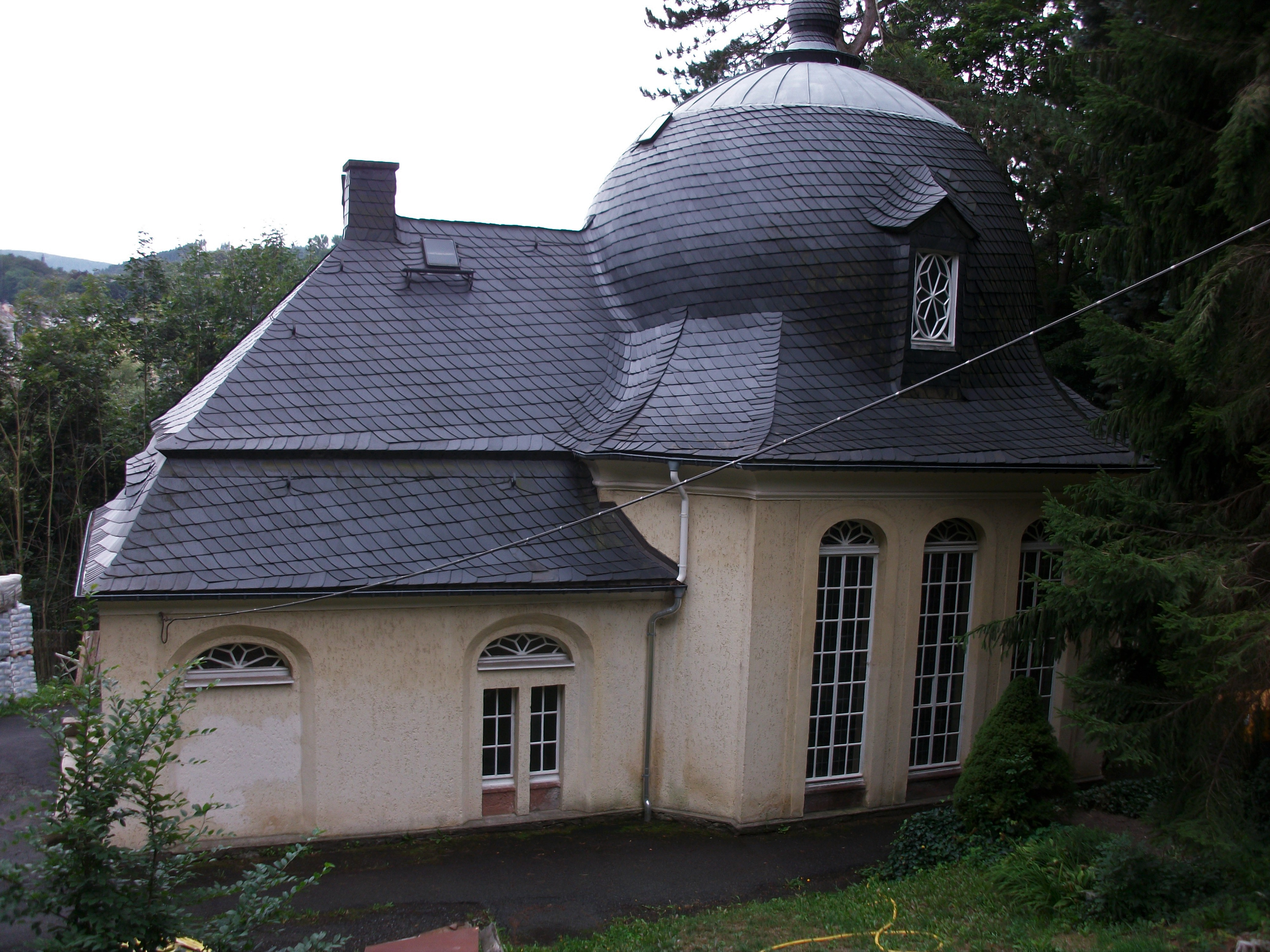
Johanneskirche (Sachsenfeld), Seitenansicht

Sachsenfeld gehört zu jenen zehn Dörfern, die im Jahre 1240 dem damaligen Kloster Grünhain geschenkt wurden. Bereits 1231/33 soll es als Sachsenvelt erstmals urkundlich erwähnt worden sein. Die Entstehung des Ortes ist gegen Ende des 12. Jahrhunderts anzusetzen. Die Anlage des Ortes als Gutssiedlung deutet auf ein Einzelgut hin, das sich im Verlaufe der Zeit zu einem Dorf entwickelte.
Den Ursprung von Sachsenfeld bildete das spätere Ober-Sachsenfeld, das in der Hauptsache aus einem Rittergut bestand und bis zur Einführung der Reformation zum Besitz des Klosters Grünhain zählte. Das Amtserbbuch des Amtes Grünhain nennt 1546 in Sachsenfeld das Hammergut, die alte Mühle, Polmers Gut, Fridels Gut und Goldhans Gut und meint damit das spätere Unter-Sachsenfeld. 1559 erwarb der Bürgermeister von Annaberg, Hans Schwarz, das Rittergut vom sächsischen Kurfürsten August. Danach wechselten die Besitzer häufig. 1569 ging das Gut an Lucas Uthmann, den Sohn von Barbara Uthmann. 1580 besaß es der Junker Hans Hünerkopf, der die Einrichtung der Erbgruft der Sachsenfelder Herrschaft in Auftrag gegeben haben soll. 1593 brachte Nikolaus Klinger, Hammerherr und Besitzer des Förstelhammers bei Raschau, des Kugelhammers bei Schwarzenberg, eines Hammers in Rittersgrün und des Hammerwerks in Erla auch das Rittergut Sachsenfeld in den Besitz der Familie.
Nicol Klinger machte sich sowohl um die Erweiterung der Beierfelder Kirche als auch um den Ausbau des Gutes als Schloss verdient. Bereits 1602 übergab er das Gut an seinen Schwiegersohn,  Hans Rüdiger, den Sohn des Burggrafen Lucas Rüdiger zu Thorn in Preußen. Dieser erwarb 1613 den Eisenhammer Untersachsenfeld. Die bedeutende wirtschaftliche Stellung Rüdigers wurde besonders in den Jahren 1609 und 1616 deutlich, als der den sächsischen Herzog bzw. Kurfürsten Johann Georg auf seinem Gut bewirtete. Nach Rüdigers Tod 1630 übernahm dessen Sohn gleichen Namens die Besitzungen, die im Dreißigjährigen Krieg beschädigt und geplündert wurden. 1644 gelangte das Gut samt dem Untersachsenfelder Hammer und den beiden Sachsenfelder Mühlen in Besitz seines Schwagers, des Obristleutnant und Amtshauptmann der Ämter Grünhain und Schwarzenberg, Veit Dietrich Wagner, der später auch für die Erbauung von Johanngeorgenstadt verantwortlich war. 1650 erwarb er vom Kurfürsten das im Norden angrenzende Dorf Beierfeld, das damit aus dem Grünhainer Klosteramt herausgelöst wurde.
Nach seinem Tod 1668 waren weitere Besitzer: Sein Schwiegersohn, der Ritterlehns- und Obergerichtsadvokat zu Bayreuth und Amtsvogt zu Helmbrecht Christof Melchior Feuerlein und 1722 Reichsgraf Heinrich Wilhelm Graf zu Solms-Wildenfels und Tecklenburg (1675–1741), in dessen Familie das Gut über 100 Jahre blieb. Sein Sohn Friedrich Ludwig Graf zu Solms-Wildenfels und Tecklenburg war Landeshauptmann des Erzgebirgischen Kreises. Er besaß in einem hinzugemieteten Bauernhaus eine Bibliothek von mehr als 10.000 Bänden. Nach der Insolvenz des Gutes im Jahr 1811 wurde es von Carl Georg Freiherr von Müller ersteigert, dessen Sohn es neun Jahre später für 29.000 Taler übernahm. Nach einem Brand 1833, bei dem nur der Treppenturm erhalten blieb, wurde das Schloss neu aufgebaut. Im Zuge der Industrialisierung und der damit verbundenen Zurückdrängung der Landwirtschaft verlor das Rittergut Sachsenfeld im Laufe des 19. Jahrhunderts an Bedeutung. Mit der 1838 neu eingeführten Sächsischen Landgemeindeordnung erhielten Beierfeld und Sachsenfeld ihre politische Eigenständigkeit. 1857 wurde Hammer-Untersachsenfeld nach Neuwelt eingegliedert. Am 1. Februar 1913 verlor (Ober-)Sachsenfeld seine Eigenständigkeit und wurde von Schwarzenberg einverleibt, das bereits 1912 Besitzerin des Ritterguts geworden war. 1916 wurde Sachsenfeld auch kirchlich umgegliedert. Nachdem man bis dahin in die Beierfelder Kirche gegangen war, besuchte man nun den Gottesdienst in Schwarzenberg.
Während der 1950er und 1960er Jahre wurde das Schloss durch Sanierungs- und Erneuerungsmaßnahmen vor dem Verfall bewahrt. Anfang der 1990er Jahre wurde es erneut grundlegend rekonstruiert und wurde zeitweise privat als Gaststätte betrieben.

## Entwicklung der Einwohnerzahl
| Jahr   | Einwohnerzahl               |
| ------ | --------------------------- |
| 1548 1 | 5 besessene Mann, 4 ½ Hufen |
| 1551 2 | 11 Inwohner                 |
| 1834 1 | 382                         |
| 1834 2 | 51                          |

| Jahr   | Einwohnerzahl |
| ------ | ------------- |
| 1871 1 | 510           |
| 1890 1 | 632           |
| 1910 1 | 1463          |

## Sachsenfeld heute
Sachsenfeld ist heute als Ortsteil von Schwarzenberg vor allem als Standort des onkologischen Fachkrankenhauses Marienstift, das Anfang des 20. Jahrhunderts erbaut wurde, bekannt. Bei einem Rundgang durch Schwarzenberg kann man zudem das Rittergut, das Hammergut sowie die in den 1990er Jahren restaurierte Hammerbrücke besichtigen.
|  |  |  |

## Sehenswürdigkeiten
- Rittergut Sachsenfeld (Obersachsenfeld)
- Hammerbrücke (Untersachsenfeld)
- Schloßwald mit Johanneskirche (Obersachsenfeld)
- Bergbaulehrpfad Fröbesteig (Beginn beim Rittergut Sachsenfeld)